# 서구 (1981년 부산 선거구)
서구는 대한민국의 옛 국회의원 선거구이다. 당시 부산직할시 서구 지역을 관할했다.

## 역사
제11대 국회의원 선거를 앞두고 기존의 서구·동구 선거구에서 동구 부분이 중구·영도구 선거구에 합쳐져 중구·동구·영도구 선거구를 이룸에 따라 남은 서구 지역이 단독 선거구를 구성하게 되면서 신설되었다.
1983년, 부산직할시 서구의 일부 지역이 사하구로 분리되었다. 제12대 국회의원 선거를 앞두고 서구와 사하구가 함께 서구·사하구 선거구를 이루게 됨에 따라 폐지되었다.

## 역대 국회의원
| 선거   | 정당 | 정당       | 1위 의원 | 정당 | 정당       | 2위 의원 |
| ------ | ---- | ---------- | -------- | ---- | ---------- | -------- |
| 1981년 |      | 민주한국당 | 서석재   |      | 민주정의당 | 곽정출   |

## 역대 선거 결과

### 대한민국 제11대 국회의원 선거
|  | 39.06% |

|  | 33.29% |

|  | 9.43% |

|  | 9.14% |

|  | 9.05% |

|  | 0% |